# Admestina archboldi
Admestina archboldi är en spindelart som beskrevs av Piel 1992. Admestina archboldi ingår i släktet Admestina och familjen hoppspindlar. Inga underarter finns listade i Catalogue of Life.